# 王志罡
王志罡（1972年9月27日—），是已退役的中国足球守门员。
王志罡属于成名极晚的球员，曾经入选过中国少年队,1998年从上海地方队系统正式进入当时在甲B联赛的上海浦东队时已经25岁。但是他的表现却相当出色，1999年，在与刚刚从上海豫园合并而来的虞伟亮的竞争中并不落下风，也是之所以年底俱乐部愿意让虞伟亮转会上海申花的重要原因。
2001年，王志罡是中远夺得甲B联赛冠军的绝对主力，次年在甲A联赛也表现出一定实力。但是2003年，俱乐部引进了前国门江津，王志罡作为第一替补，一年内没有打上一分钟的比赛，而江津则成为当年中国联赛最佳门将。随着下一代门将张晨、吴彦晟等的成熟，王志罡几乎没有再重返赛场的机会，就此退役。
退役后，他在俱乐部当了几年的守门员教练。2008年，他加入了专门训练青少年球员的上海幸运星足球俱乐部，与前队友申思、祁宏等合作。